# 왕제 (고려)
왕제(王濟, 생몰년 미상)은 고려(高麗)의 태자(太子)이자 혜종(太祖)과 궁인 애이주(宮人 哀伊主) 아들이다. 성은 왕(王) 이름은 제(濟) 본관은 개성(開城)

## 가계
- 부왕 : 혜종(惠宗, 912~945 재위:943~945)
- 모후 : 궁인 애이주(宮人 哀伊主)
  - 누나 : 명혜부인(明惠夫人)
  - 태자 : 왕제(王濟)